# Dolina Nysy Kłodzkiej
Dolina Nysy Kłodzkiej (318.54) – wydłużony i wąski mezoregion wchodzący w skład Niziny Śląskiej. Ciągnie się z południowego zachodu na północny wschód wzdłuż Nysy Kłodzkiej między Równiną Grodkowską na zachodzie a Równiną Niemodlińską na wschodzie. Na północy łączy się z Pradoliną Wrocławską. Na południu przylega do Płaskowyżu Głubczyckiego, Obniżenia Otmuchowskiego i Przedgórza Paczkowskiego. Szerokość Doliny dochodzi do 6-7 km, a jej powierzchnia wynosi ok. 250 km².
Pod względem geologicznym jest to obszar bloku przedsudeckiego i monokliny śląsko-krakowskiej, pokryty osadami rzecznymi plejstoceńskimi i holoceńskimi - piaskami, żwirami, madami oraz lessami.
Jest to kraina rolnicza z żyznymi glebami próchnicznych wytworzonymi na madach i zajętymi przez pola uprawne, łąki i pastwiska oraz obszarami leśnymi na piaskach. 
Większe miasta, to: Nysa i Lewin Brzeski.